# Keyesport
Keyesport è un villaggio degli Stati Uniti d'America, situato nello Stato dell'Illinois, diviso tra la contea di Clinton e la contea di Bond.